# 은하간성

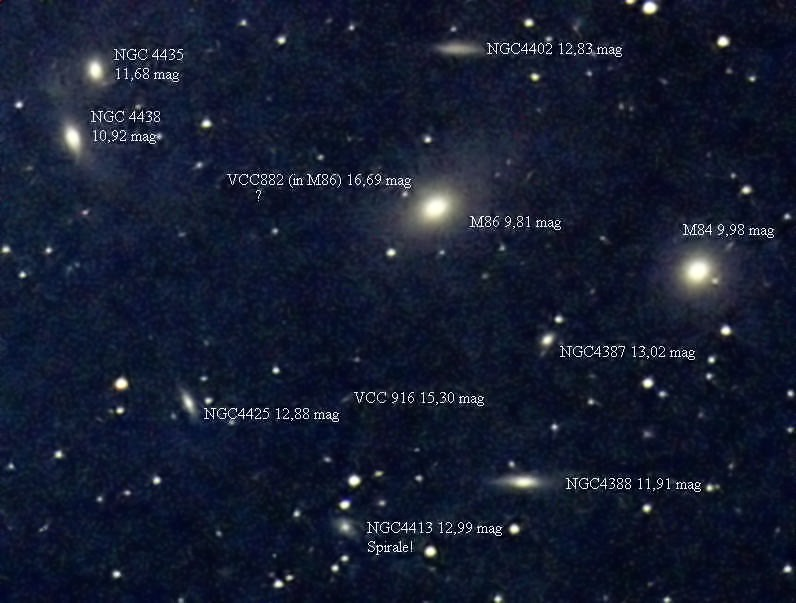
은하간 항성 현상이 발견된 처녀자리 은하단

은하성은 은하단내부 항성 또는 떠돌이 항성으로도 알려져 있으며, 어떤 은하에도 중력적으로 구속되지 않은 항성이다. 1990년대 후반 과학계에서 많은 논의가 있었지만, 은하간 항성은 다른 항성들과 마찬가지로 은하에서 기원한 후 은하 충돌이나 초대질량 블랙홀에 너무 가까이 접근한 다중성계의 결과로 방출된 것으로 일반적으로 생각된다. 초대질량 블랙홀은 많은 은하의 중심에서 발견된다.
은하간 항성들은 과학 문헌에서 총칭적으로 은하단 내부 항성 개체군, 줄여서 IC 개체군이라고 불린다.

## 발견
항성이 은하에만 존재한다는 가설은 1997년 1월 은하간 항성 발견으로 반증되었다. 처음 발견된 항성들은 처녀자리 은하단에 있었으며, 현재는 약 1조 개가 존재할 것으로 추정된다.

## 형성

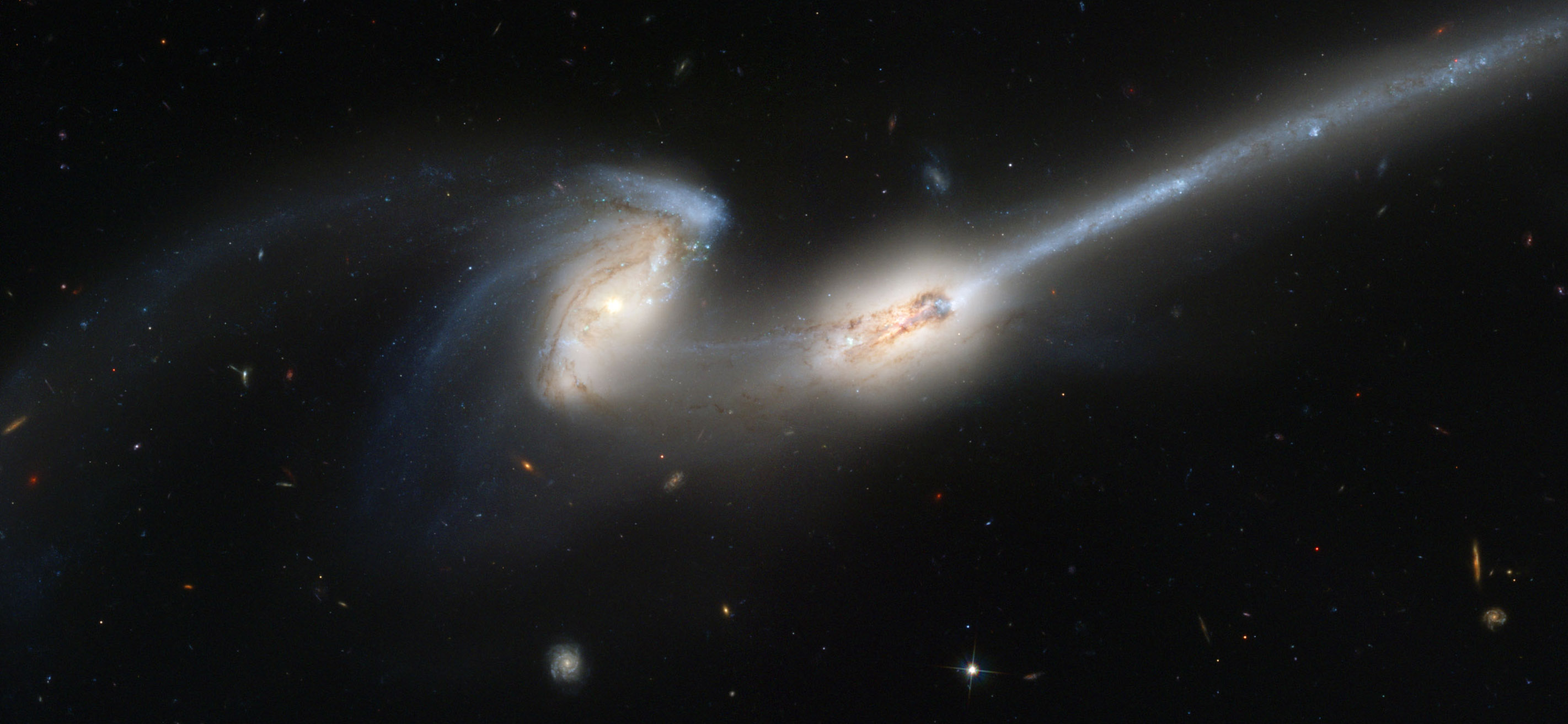
은하 충돌은 은하간 항성의 흔한 원인으로 여겨진다.

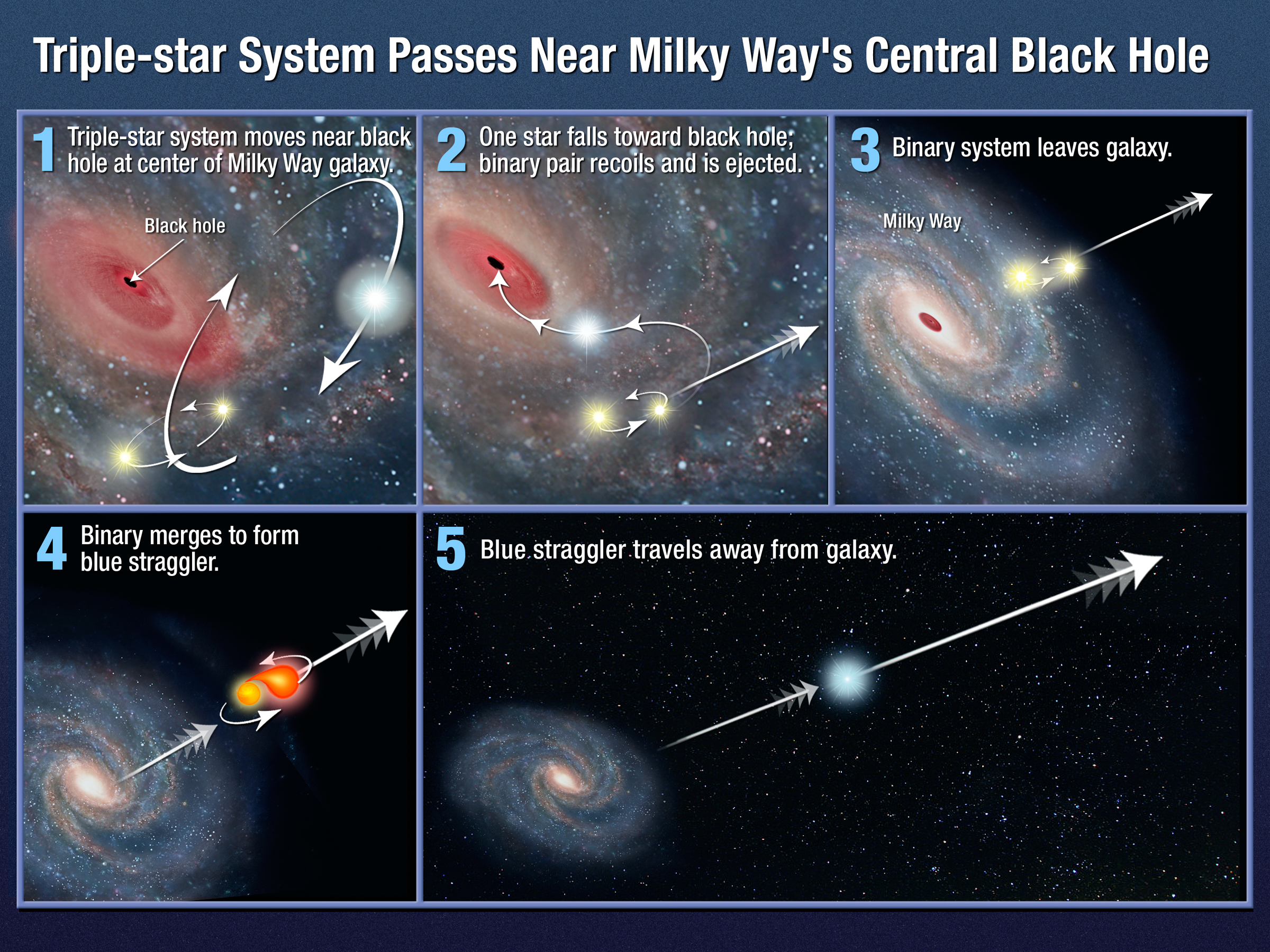
초대질량 블랙홀에 의한 은하간 항성 방출의 제안된 메커니즘

이 항성들이 어떻게 발생하는지는 여전히 미스터리이지만, 여러 과학적으로 신뢰할 수 있는 가설들이 천체물리학자들에 의해 제안되고 발표되었다.
가장 흔한 가설은 두 개 이상의 은하가 충돌하여 일부 항성들이 은하간 공간의 광활한 빈 영역으로 튕겨져 나갈 수 있다는 것이다. 항성은 일반적으로 은하 안에 존재하지만, 은하가 충돌할 때 중력에 의해 튕겨 나갈 수 있다. 일반적으로 은하간 항성은 주로 매우 작은 은하에서 기원했을 것으로 여겨진다. 왜냐하면 큰 은하의 중력보다 작은 은하의 중력을 벗어나는 것이 더 쉽기 때문이다. 그러나 큰 은하가 충돌할 때, 일부 중력 교란도 항성을 방출할 수 있다. 2015년 8월에 발표된 은하간 공간의 초신성에 대한 연구는 원시 항성들이 두 거대 타원 은하가 충돌하여 초대질량 블랙홀 중심이 합쳐지는 동안 숙주 은하에서 방출되었을 가능성을 시사한다.
은하 충돌 가설과 상호 배타적이지 않은 또 다른 가설은 은하간 항성이 해당 은하의 중심에 초대질량 블랙홀이 있다면 그와의 근접 조우에 의해 원래 은하에서 방출되었다는 것이다. 이러한 시나리오에서는 은하간 항성이 원래 다중성계의 일부였으며, 다른 항성들은 초대질량 블랙홀로 끌려 들어가고 곧 은하간 항성이 될 항성은 매우 빠른 속도로 가속되어 방출되었을 가능성이 높다. 이러한 사건은 이론적으로 항성을 극고속 항성이 될 만큼 빠른 속도로 가속시켜 전체 은하의 중력 우물을 탈출하게 할 수 있다. 이와 관련하여 1988년의 모델 계산은 우리 우리 은하 중심의 초대질량 블랙홀이 평균적으로 10만 년에 한 개의 항성을 방출할 것으로 예측한다.

## 관측 역사
1997년 1월, 허블 우주망원경은 처녀자리 은하단에서 수많은 은하간 항성을 발견했다. 1997년 1월에 나중에 발표된 또 다른 연구는 천문학자들이 1992년과 1993년에 화로자리 은하단에서 은하간 행성상성운 집단을 발견했음을 확인했다.
2005년 스미소니언 천체물리센터에서 워렌 브라운과 그의 팀은 도플러 기술을 사용하여 극고속 항성의 속도를 측정하려고 시도했다. 도플러 기술은 물체가 움직이는 방향에 따라 소리의 변화가 나타나는 것과 유사한 광의 변화를 관찰하는 것이다. 그러나 발견된 속도는 추정 최소값일 뿐이며, 실제로는 연구원들이 발견한 속도보다 클 수 있다. "새로 발견된 망명 항성 중 하나는 우리 은하에 대해 시속 약 125만 마일의 속도로 큰곰자리 방향으로 움직이고 있다. 이 항성은 240,000 광년 떨어져 있다. 다른 항성은 게자리 방향으로 향하고 있으며, 시속 143만 마일의 속도로 바깥쪽으로 움직이고 있으며 180,000 광년 떨어져 있다."
2000년대 후반, 은하간 매질에서 확산되는 미지의 기원을 가진 빛이 발견되었다. 2012년에 이 빛이 은하간 항성에서 비롯될 수 있다는 제안과 시연이 이루어졌다. 후속 관측 및 연구는 이 문제를 심화시키고 확산성 외부은하 배경 복사를 더 자세히 설명했다.
밴더빌트 대학의 일부 천문학자들은 안드로메다 은하와 우리 은하 사이에 있는 우리 은하의 가장자리에서 675개 이상의 항성을 확인했다고 보고했다. 그들은 이 항성들이 우리 은하의 은하중심에서 방출된 극고속 (은하간) 항성이라고 주장한다. 이 항성들은 높은 금속함량(항성 내 수소와 헬륨 외의 화학 원소 비율을 측정한 것)을 가진 적색거성인데, 이는 은하 원반 바깥의 항성들이 낮은 금속함량을 가지며 더 오래되었다는 점에서 내부 은하 기원을 나타낸다.
최근에 발견된 일부 초신성은 가장 가까운 항성이나 은하에서 수십만 광년 떨어진 곳에서 폭발한 것으로 확인되었다. 우리 은하 부근에서 발견된 대부분의 은하간 항성 후보들은 은하중심이 아닌 우리 은하 원반이나 다른 곳에서 기원한 것으로 보인다.

## 질량
2005년 스피처 우주망원경은 우주 적외선 배경에서 이전에 알려지지 않은 적외선 구성 요소를 발견했다. 그 이후로 다른 우주 망원경으로 푸른색 및 엑스선을 포함한 다른 파장대에서 여러 비등방성이 감지되었으며, 이제는 이를 총체적으로 확산성 외부은하 배경 복사라고 부른다. 과학자들은 여러 설명을 논의했지만, 2012년에는 이 확산 복사가 은하간 항성에서 비롯될 수 있다는 제안과 시연이 처음으로 이루어졌다. 만약 그렇다면, 이 항성들은 은하에서 발견되는 질량만큼의 질량을 합쳐서 구성할 수 있다. 이 정도 규모의 개체군은 한때 광자 저생산 위기를 설명하는 것으로 생각되었으며, 암흑물질 문제의 상당 부분을 설명할 수 있다.

## 알려진 위치
최초의 은하간 항성들은 처녀자리 은하단에서 발견되었다. 이 항성들은 가장 가까운 은하로부터 약 300,000 광년 떨어진 곳에 위치하고 있어 고립된 상태가 특징이다. 정확한 질량을 결정하기는 어렵지만, 은하간 항성들이 처녀자리 은하단 질량의 약 10%를 차지하며, 잠재적으로 2,500개의 은하 중 어느 은하보다도 질량이 더 클 수 있는 것으로 추정된다.
2012년, 천문학자들은 우리 은하 가장자리에서 안드로메다 은하 방향으로 약 675개의 떠돌이 항성을 확인했다. 이 항성들은 우리 은하의 중심 초대질량 블랙홀과의 상호작용으로 은하 중심에서 방출되었을 가능성이 높다. 밴더빌트 대학교의 켈리 홀리-보켈만과 로렌 팔라디노가 이끈 연구는 이 항성들의 비정상적인 붉은색과 높은 속도를 강조하며, 은하 중심에서부터의 극적인 여정을 보여주었다.

## 같이 보기
- 청색 낙오성
- HE 0437-5439
- 은하간 먼지
- 은하단내부매질
- 떠돌이 행성, 또는 성간 행성
- 떠돌이 블랙홀
- 항성운동학